# Numen (Zeitschrift)
Numen. International Review for the History of Religions ist eine internationale Fachzeitschrift der Religionswissenschaft in der Teildisziplin der Religionsgeschichte. Aktuelle Herausgeber sind Gregory D. Alles (McDaniel College, Westminster USA) und Laura Feldt (University of Southern Denmark). Die Zeitschrift erscheint seit 1954 in jährlich vier Ausgaben beim Verlag Brill in Leiden. Veröffentlicht werden Beiträge im Peer-Review zu allen Bereichen der geschichtlichen Religionsentwicklung von der vorantiken Zeit, der Antike bis hin zur Gegenwart. Das Periodikum möchte dabei den gegenwärtigen Stand der Forschung abbilden. Es wahrt eine strikte konfessionelle Neutralität. Des Weiteren werden Rezensionen einschlägiger Publikationen veröffentlicht. In der Reihe „Numen Book Series“ erscheinen Monographien und Kompendien zu aktuellen Fragen der der Religionswissenschaft über den eigentlichen Kern der historischen Betrachtung von Religion hinaus wie beispielsweise zur Geschichte des Fachs.